# Klaus Ferdinand Hempfling
Klaus Ferdinand Hempfling est un enseignant d'équitation éthologique, dont l'enseignement est surtout orienté sur l'importance du langage du corps du cheval. Ses ouvrages ont été traduits dans de nombreuses langues. Il possède une ferme équestre au Danemark, et enseigne à de nombreux cavaliers, y compris des cavaliers de sport.